# Réseaux internationaux
Réseaux internationaux (en anglais, International Networks) est le nom donné par l'Union internationale des télécommunications (ITU) aux indicatifs téléphoniques internationaux 882 et 883 qui servent de fourre-tout pour les services téléphoniques non réservés à un seul pays.
Les opérateurs de téléphonie par satellite, en particulier ceux qui ont un service mondial, ont reçu l'indicatif téléphonique international 881 attribué au Global Mobile Satellite System (GMSS). Inmarsat, qui offre un service de téléphonie par satellite non terrestre, a reçu l'indicatif 870.
Comme c'est le cas pour les autres indicatifs téléphoniques internationaux partagés, les transporteurs se voient attribuer un espace de numéros de téléphone à l'intérieur de l'indicatif téléphonique international (un espace à deux chiffres dans l'indicatif 882 - par exemple 882-12, un espace à trois ou quatre chiffres dans l'indicatif 883 - par exemple 882-112 ou 881-2233 ; dans les exemples précédents, 12, 112 ou 2233 sont équivalents à des codes de transporteurs). Le numéro de téléphone d'un abonné d'un tel service est donc +882 ou +883, suivi du code du transporteur, suivi du numéro spécifique à l'abonné.
Le coût pour appeler un tel numéro peut être élevé; par exemple, dans les tarifs de British Telecom, les tarifs des numéros 882 et 883 allaient de 0,60 £ à 4,50 £ la minute.

## Codes de transporteur
Au 27 novembre 2017, les affectations des codes de transporteur + 882 / + 883 sont les suivantes :

### Codes actifs
| +882-10   | British Telecommunications plc                           | Global Office Application                                                                        |
| +882-12   | Verizon (auparavant WorldCom)                            | HyperStream International (HSI) Data Network                                                     |
| +882-13   | Telespazio S.p.A.                                        | EMS Regional Mobile Satellite System                                                             |
| +882-15   | Reach (auparavant Telstra ITERRA Digital Network)        | Global international ATM Network                                                                 |
| +882-16   | United Arab Emirates Administration                      | thuraya RMSS Network                                                                             |
| +882-22   | Cable & Wireless                                         | Global Network                                                                                   |
| +882-23   | SITA-Equant Joint Venture                                | Sita-Equant Network                                                                              |
| +882-28   | Deutsche Telekom                                         | Next Generation Network                                                                          |
| +882-31   | Telekom Malaysia                                         | Global International ATM Network                                                                 |
| +882-32   | Maritime Communications Partner                          |                                                                                                  |
| +882-33   | Oration Technologies                                     | +882-33710710                                                                                    |
| +882-34   | Global Networks, Inc.                                    |                                                                                                  |
| +882-35   | Jasper Systems, Inc.                                     |                                                                                                  |
| +882-36   | Jersey Telecom                                           |                                                                                                  |
| +882-37   | AT&T Mobility (auparavant Cingular Wireless)             |                                                                                                  |
| +882-39   | Vodafone Malta                                           |                                                                                                  |
| +882-41   | Intermatica                                              |                                                                                                  |
| +882-45   | Telecom Italia                                           |                                                                                                  |
| +882-46   | tyntec (en)                                              |                                                                                                  |
| +882-47   | TRANSATEL                                                |                                                                                                  |
| +882-48   | Sawatch Limited                                          | EchoStar Mobile Limited                                                                          |
| +882-49   | Monaco Telecom                                           |                                                                                                  |
| +882-97   | Smart Communications                                     |                                                                                                  |
| +882-98   | ONAIR N.V.                                               | SITA GSM services in aircraft                                                                    |
| +882-99   | Telenor                                                  | Telenor GSM network – services dans le domaine de l'aéronautique                                 |
| +883-100  | MediaLincc Ltd.                                          |                                                                                                  |
| +883-110  | Syniverse Technologies (post acquisition of Aicent Ltd.) |                                                                                                  |
| +883-120  | Telenor                                                  | services mobiles inconnus, nécessite une implémentation d'un invite Telenor dans la numérotation |
| +883-130  | Orange                                                   |                                                                                                  |
| +883-140  | MTT Global Networks (ru)                                 |                                                                                                  |
| +883-150  | BodyTrace Netherlands B.V.                               |                                                                                                  |
| +883-160  | DCN Hub ehf                                              |                                                                                                  |
| +883-170  | EMnify GmbH                                              |                                                                                                  |
| +883-180  | Ooredoo                                                  |                                                                                                  |
| +883-190  | Com4 Sweden AB                                           |                                                                                                  |
| +883-200  | Manx Telecom Trading Ltd.                                |                                                                                                  |
| +883-210  | Telecom26 AG                                             |                                                                                                  |
| +883-220  | Beezz Communication Solutions Ltd.                       |                                                                                                  |
| +883-230  | SAP                                                      |                                                                                                  |
| +883-240  | BICS SA                                                  |                                                                                                  |
| +883-5100 | Voxbone (en)                                             | iNum - Indicatif international pour les communications IP                                        |
| +883-5110 | Bandwidth.com Inc                                        |                                                                                                  |
| +883-5120 | MTX Connect Ltd                                          |                                                                                                  |
| +883-5130 | Sipme Communications                                     |                                                                                                  |
| +883-5140 | Ellipsat Inc                                             |                                                                                                  |
| +883-5150 | Wins Limited                                             |                                                                                                  |
| +883-5160 | MCN Telecom (auparavant Tel2tel kft.) ,                  |                                                                                                  |